# Ближній Береговий
Ближній Береговий (рос. Ближний Береговой) — селище, підпорядковане місту Снєжинську Челябінської області Російської Федерації.
Населення становить 275 осіб (2010).

## Історія
Згідно із законом від 26 серпня 2004 року органом місцевого самоврядування є Снєжинський міський округ.

## Населення
| 2002 | 2010 |
| ---- | ---- |
| 323  | ↘275 |